# Station Gościno
Station Gościno was een spoorwegstation aan een aantal smalspoorlijnen in de Poolse plaats Gościno.